# Сваровскі-Тіроль
Футбольний клуб «Сваровскі-Тіроль» (нім. Fußballclub Swarovski Tirol) — колишній австрійський футбольний клуб з Інсбрука, що існував у 1986—1992 роках. Виступав у Бундеслізі. Домашні матчі приймав на стадіоні «Тіволі», місткістю 2 000 глядачів.

## Історія
Клуб створений у 1986 році компанією «Swarovski» після від'єднання її активів з ФК «Ваккер». У 1992 році ліквідований, а активи «Swarovski» повернулися до «Ваккера».

## Виступи на міжнародній арені
| Сезон   | Турнір                       | Етап       | Країна     | Суперник      | Вдома | На виїзді | Загальний рахунок |
| ------- | ---------------------------- | ---------- | ---------- | ------------- | ----- | --------- | ----------------- |
| 1986–87 | Кубок УЄФА                   | 1 КР       | Болгарія   | ЦСКА          | 3–0   | 0–2       | 3–2               |
| 1986–87 | Кубок УЄФА                   | 2 КР       | Бельгія    | «Стандард»    | 2–1   | 3–2       | 4–3               |
| 1986–87 | Кубок УЄФА                   | 3 КР       | СРСР       | «Спартак»     | 2–0   | 0–1       | 2–1               |
| 1986–87 | Кубок УЄФА                   | 1/4 фіналу | Італія     | «Торіно»      | 2–1   | 0–0       | 2–1               |
| 1986–87 | Кубок УЄФА                   | 1/2 фіналу | Швеція     | «Гетеборг»    | 0–1   | 1–4       | 1–5               |
| 1987–88 | Кубок володарів кубків       | 1 КР       | Португалія | «Спортінг»    | 4–2   | 0–4       | 4–6               |
| 1989–90 | Кубок європейських чемпіонів | 1 КР       | Кіпр       | «Омонія»      | 6–0   | 3–2       | 9–2               |
| 1989–90 | Кубок європейських чемпіонів | 2 КР       | СРСР       | «Дніпро»      | 0–2   | 2–2       | 2–4               |
| 1990–91 | Кубок європейських чемпіонів | 1 КР       | Фінляндія  | «Куусюсі»     | 5–0   | 2–1       | 7–1               |
| 1990–91 | Кубок європейських чемпіонів | 2 КР       | Іспанія    | «Реал Мадрид» | 2–2   | 1–9       | 3–11              |
| 1991–92 | Кубок УЄФА                   | 1 КР       | Норвегія   | «Тромсе»      | 2–1   | 1–1       | 3–2               |
| 1991–92 | Кубок УЄФА                   | 2 КР       | Греція     | ПАОК          | 2–0   | 2–0       | 4–0               |
| 1991–92 | Кубок УЄФА                   | 3 КР       | Англія     | «Ліверпуль»   | 0–2   | 0–4       | 0–6               |

- КР = Кваліфікаційний раунд

## Досягнення

### Національні
- Бундесліга
  - Чемпіон (2): 1988–89, 1989–90
  - Срібний призер (1): 1990–91
  - Бронзовий призер (2): 1986–87, 1991–92

- Кубок Австрії
  - Володар (1): 1988–89
  - Фіналіст (2): 1986–87, 1987–88

- Суперкубок Австрії
  - Фіналіст (3): 1987, 1989, 1990

### Міжнародні
- Кубок УЄФА
  - Півфіналіст (1): 1987.